# اس‌اس بریتیش سارجنت
اس‌اس بریتیش سارجنت (به انگلیسی: SS British Sergeant) یک کشتی است که طول آن ۱۲۲ متر (۴۰۰٫۳ فوت) می‌باشد.